# Reconstruction (filme)
Reconstruction é um filme de drama dinamarquês de 2003 dirigido e escrito por Christoffer Boe e Mogens Rukov. Foi selecionado como representante da Dinamarca à edição do Oscar 2004, organizada pela Academia de Artes e Ciências Cinematográficas.

## Elenco
- Alex David -- Nikolaj Lie Kaas
- Simone,Aimee -- Maria Bonnevie
- Leo Sand -- Nicolas Bro
- Monica -- Ida Dwinger
- Nan Sand -- Helle Fagralid
- Jornalista -- Isabella Miehe-Renard